# SPARCstation

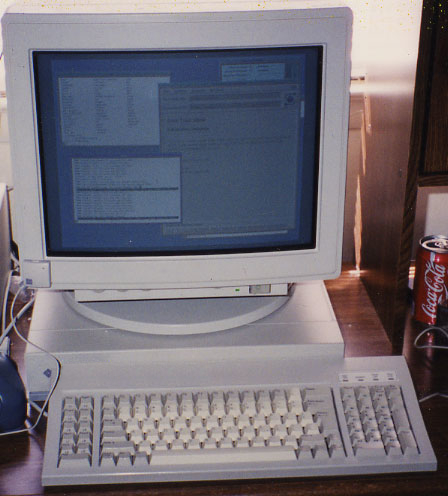
Sun SPARCstation 1+ "pizzabox", équipée d'un processeur 25 MHz SPARC (début des années 1990).

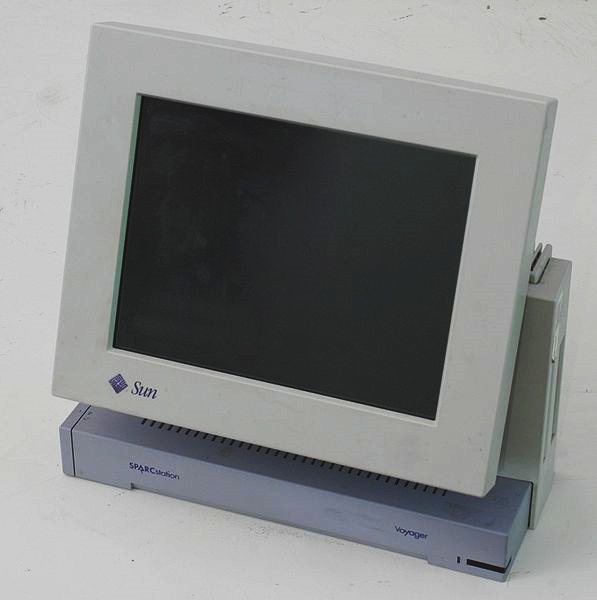
Une SPARCstation Voyager.

SPARCstation désignait une gamme de stations de travail commercialisées par Sun Microsystems, conçues autour des processeurs SPARC. Elles étaient déclinées en boîtier à plat ou en tour.
La SPARCstation 1 (aussi désignée comme « Sun 4/60 ») est apparue sur le marché en 1989. Conçue autour de l'architecture Sun-4c, variante de celle de l'ordinateur Sun 4/260, elle fut d'emblée très populaire dans les laboratoires et dans l'industrie, du fait des retards de développement du Motorola 68040 à architecture CISC. La SPARCstation 20 représente l'ultime modèle de la série : à partir de 1995, Sun Microsystems se mit à développer les Sun Ultra conçus autour des processeurs UltraSPARC ; en 1996, la société se mit aussi à développer une nouvelle génération de serveurs, les Sun Enterprise.

## Déclinaison des différents modèles
Les SPARCstations et les serveurs Sun SPARC ne différaient que par l'absence de carte graphique et de moniteur sur ces derniers appareils : ainsi, la SPARCstation 20 et le SPARCserver 20 avaient pratiquement la même carte mère, le même CPU, le même rack et les mêmes spécifications hardware.
La plupart des SPARCstations et des SPARCservers étaient fournis soit dans un boîtier plat et carré, dit « boîte à pizza », soit dans un boîtier de type tour, plus haut que large,  dit lunchbox, ce qui rompait avec les habitudes de Sun et de ses concurrents à l'époque. Les SPARCstations 1, 2, 4, 5, 10 et 20 étaient de format « boîte à pizza ». Les SPARCstations SLC et ELC équipaient les moniteurs monochromes de Sun, et les SPARCstations IPC, IPX, SPARCclassic, SPARCclassic X et SPARCstation LX étaient des machines de format lunchbox.

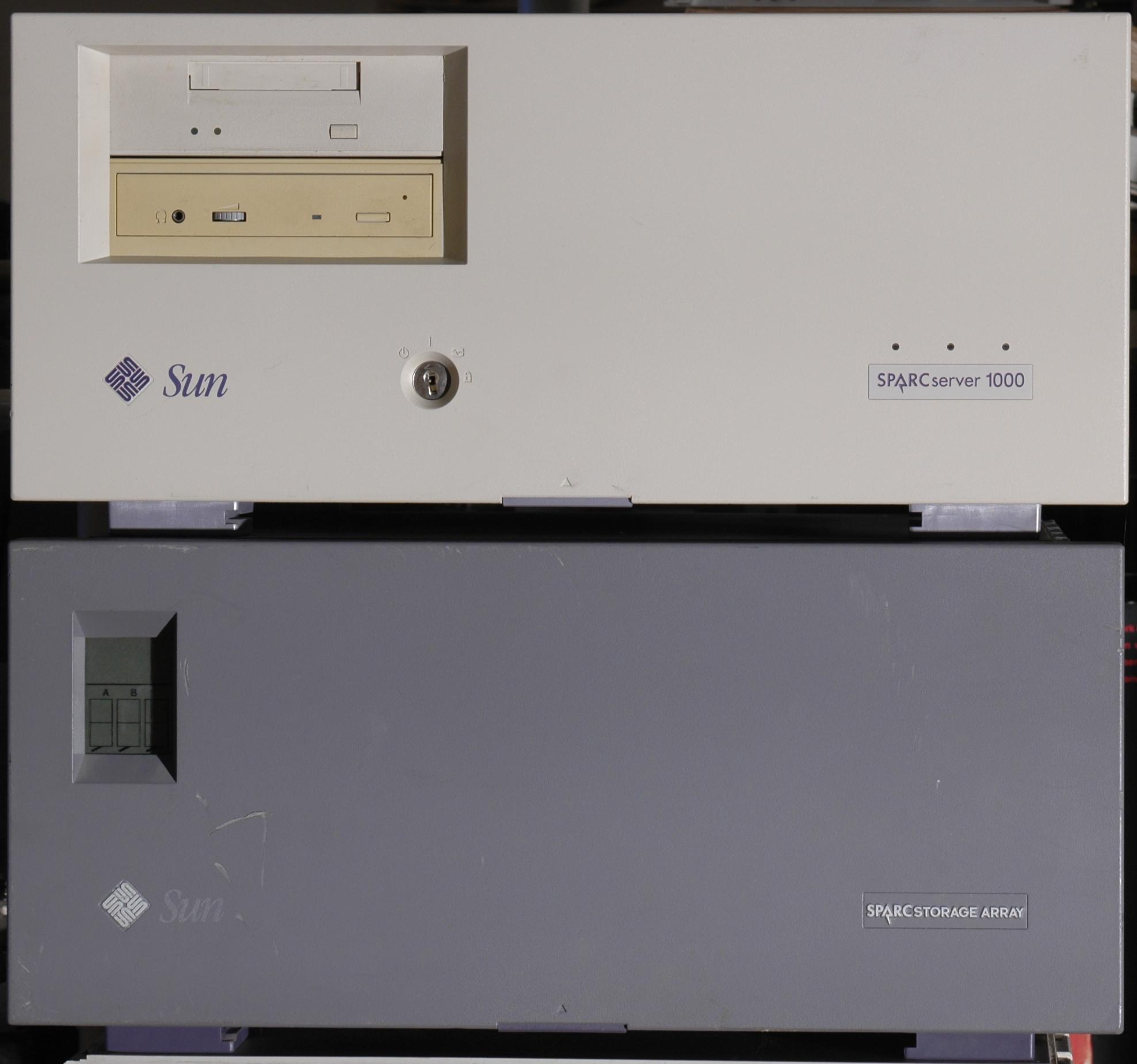
Un SPARCserver 1000 et sa batterie de disques durs.

Les SPARCserver dont le n° de gamme se terminait par 30 ou 70 étaient conditionnés en tours (avec des châssis respectivement à 5 ports et 12 ports VMEbus) ; les modèles dont le n° de gamme se terminait par 90" et le SPARCcenter 2000 étaient livrés dans un rack 19 pouces.
Les versions postérieures des SPARCstations : les SPARCstation 10 et 20, pouvaient être configurés comme des systèmes multiprocesseurs puisqu'elles avaient le même MBus de transfert rapide. Ces systèmes pouvaient recevoir deux processeurs (dual) montés sur un module MBus.
Le serveur CS6400 a été développé par un groupe d'informaticiens en cooperation avec Sun Microsystems, ; aussi, quoi que cette machine ait été distribuée par Cray Research sous le nom de Superserver Cray 6400, tous ses composants avaient un n° de série Sun OEM et les manuels SUN traitaient de cette machine . Lorsqu'en 1996 Cray Research fut racheté par Silicon Graphics, les développements du CS6400 ont été rétrocédés à Sun, qui sortit l'année suivante le processeur 64 bits Sun Ultra Enterprise 10000 « Starfire ».